# Anemonia mutabilis
Anemonia mutabilis is een zeeanemonensoort uit de familie Actiniidae. De anemoon komt uit het geslacht Anemonia. Anemonia mutabilis werd in 1928 voor het eerst wetenschappelijk beschreven door Verrill. 